# Albert Einstein Institution
L'Albert Einstein Institution est une association à but non lucratif spécialisée dans l'étude des méthodes de résistance non violente dans les conflits. Elle s'implique en particulier dans des situations contemporaines et communique par des livres, conférences, consultations et ateliers. Le fondateur est Gene Sharp, connu pour ses ouvrages sur la stratégie de l'action non violente. Les buts de l'Albert Einstein Institution sont la défense de la liberté et de la démocratie, et la réduction de la violence par l'action non violente.

## Historique
L'Albert Einstein Institution a été créé en 1983 et fonctionne depuis un petit bureau au domicile de Gene Sharp à East Boston au Massachusetts. L'Albert Einstein Institution est membre du réseau de « Renforcement de la société civile » du National Endowment for Democracy.

## Projets
Hugo Chávez, la Syrie, l'Iran et Thierry Meyssan, fondateur de l'association et du site web complotistes Réseau Voltaire, ont accusé l'Albert Einstein Institution d'être une « vitrine de la CIA ».
La fondation a apporté « sa réflexion intellectuelle et son expérience de l'action » au mouvement politique Otpor, considéré comme un acteur important dans la chute du régime de Slobodan Milošević en Serbie.

## Études et recherches
Textes traduits de l'anglais et publiés en 2009 à l’initiative de l’École de la paix (Grenoble) aux éditions L'Harmattan :
- Gene Sharp et Bruce Jenkins, L'anti-coup d’État (1re éd. 2003) (lire en ligne [PDF]) ;
- Gene Sharp, De la dictature à la démocratie (1re éd. 2003) (lire en ligne [PDF]) ;
- Gene Sharp, La force sans la violence (1re éd. 2003) (lire en ligne [PDF]).

## Source
- (en) Cet article est partiellement ou en totalité issu de l’article de Wikipédia en anglais intitulé « Albert Einstein Institution » (voir la liste des auteurs).